# Missouri
Missouri er en delstat i USA. Delstatens hovedstad er Jefferson City, mens Kansas City er den største by. Delstaten har omkring 6.154.913(2020) indbyggere.
Delstaten er navngivet efter indianerstammen siouans ord ouemessourita (wimihsoorita), som betyder "dem, der har udhulede kanoer".
Missouri blev optaget som USA's 24. delstat den 10. august 1821.

## Historie
Oprindelig var Missouri-området en del af Louisiana-territoriet og dermed en del af den franske koloni Ny Frankrig. Ved Louisiana-købet i 1803 erhvervede USA området, og i 1821 blev Missouri en delstat i USA som en del af Missourikompromiset. Missouri blev kaldt "Gateway to the West" (indgangsporten til vesten), fordi delstaten ofte var et afgangssted for nybyggere på vej vestpå. Det var også start- og slutpunktet for Lewis og Clark-ekspeditionen.
Oprindelig var statens vestlige grænse en ret linje, defineret som meridianen, som gik gennem Kansas-flodens udmundning. I 1835 blev yderligere land, erhvervet fra indianere, føjet til den nordvestlige del af staten, således at Missouri-floden efterfølgende dannede grænsen. Tilføjelsen gjorde Missouri, USA's største delstat på det tidspunkt, endnu større.
Mange af de tidligere tilflyttere til det vestlige Missouri kom fra sydstaterne, og med dem slaveriet. Mormonske tilflyttere ankom i de tidlige 1830'ere, og ikke længe efter opstod der konflikter mellem de "gamle" tilflyttere fra sydstaterne og mormonerne. Mormon-krigen brød ud og i 1839 var mormonerne blevet fordrevet fra Missouri. I 1838-1839 opstod der grænsestridigheder med Iowa om området Honey Lands, og begge stater opstillede militære styrker langs grænsen. Under den amerikanske borgerkrig brød Missouri, som var en slavestat, ikke ud af unionen, men Missouri oplevede som grænsestat en del kampe mellem nord- og sydstaterne på eget territorium.
Især St. Louis, på et tidspunkt USA's fjerdestørste by, oplevede stor befolkningstilvækst og var i 1904 værtsby for både Verdensudstillingen og de Olympiske lege.

## Politik
Missouris nuværende forfatning, delstatens fjerde, blev vedtaget i 1945 og opererer med en tredeling af magten. Den lovgivende magt består af to forsamlinger, Repræsentanternes Hus og Senatet. Disse forsamlinger danner sammen Missouris parlament. Repræsentanternes Hus har 163 medlemmer, og Senatet har 34.
Selv om intet parti traditionelt har domineret i Missouri, har republikanerne vundet styrke i de senere år. Missouri støtter typisk altid den vindende kandidat ved præsidentvalg og har valgt vinderen ved hvert præsidentvalg siden 1904 med undtagelse af valget i 1956. I 2004 vandt George W. Bush delstatens 11 valgmænd med 53,3% af stemmerne, 7% flere end John Kerry, som kun vandt 4 ud af Missouris 115 amter.
Missouri blev tidligere anset som en demokratisk delstat, og dens mest prominente demokrat var Harry S. Truman. Siden slutningen af 1970'erne har delstaten dog hældet mod republikanerne. Demokraterne står typisk stærkest i de større byer, mens republikanerne har mest støtte i de sydvestlige og sydøstlige dele af delstaten samt landområderne generelt.
Missouris guvernør, republikaneren Mike Parson tiltrådte i januar 2018. I USA's Senat har Missouri to demokratiske senatorer.

## Geografi
Missouri er den delstat, der (sammen med Tennessee) grænser til flest andre delstater i USA. Missouri grænser mod nord til Iowa, på den anden side af Mississippi-floden mod øst til Illinois, Kentucky og Tennessee, mod syd til Arkansas og mod vest til Oklahoma, Kansas samt på den anden side af Missouri-floden til Nebraska.
De to største floder i Missouri er Mississippi-floden, som danner delstatens østlige grænse og Missourifloden, der flyder fra vest mod øst gennem delstaten og forbinder dens to største byer, Kansas City og St. Louis. Nord for Missouri-floden ligger de nordlige stepper, som fortsætter ind i Iowa, Nebraska og Kansas. Terrænet består her af bakker, dannet af en gletsjer, som gik nordfra helt til Missouri-floden.

### Klima
Missouri har generelt et fugtigt kontinentalklima med kølige til kolde vintre og lange hede somre. I den sydlige del af delstaten ligger grænsen til subtropisk klima. Grundet delstatens beliggenhed i det indre USA oplever Missouri ofte ekstreme temperaturer. Da der ikke er hverken bjerge eller have i nærheden, der kunne moderere klimaet, er klimaet mest påvirket af vinde fra arktis i nord og den Mexicanske Golf i syd. Den gennemsnitlige temperatur om sommeren er ca. 24 °C, men højere temperaturer er normale i perioder, og temperaturen om vinteren ligger typisk omkring frysepunktet uden meget sne.

### Større byer
De fire største byer i Missouri er Kansas City, St. Louis, Springfield og Columbia. St. Louis er med forstæder det største byområde i delstaten og omfatter også 5 amter i delstaten Illinois. I 2004 var Stor-St. Louis det 18. største byområde i USA.

## Økonomi
I 2003 anslog Bureau of Economic Analysis Missouris bruttodelstatsprodukt til 195 mia. USD. Den gennemsnitlige personlige indkomst var 29.464 USD i 2000, den 27. højeste i USA. Større erhverv i delstaten er rum- og flyindustri, transportudstyr, fødevareforarbejdning, kemikalier, trykkerivirksomhed, elektrisk udstyr og bryggerier.
Landbrugets produktion er oksekød, sojabønner, svin, mælkeprodukter, hø, majs, fjerkræ og æg. Missouri har i USA den sjettestørste produktion af svin og den syvendestørste produktion af kvæg. Delstaten er også blandt de største producenter af sojabønner. I 2001 var der 108.000 gårde, det største antal i USA efter Texas. Missouri har også en voksende vinindustri.
Missouri har store mængder kalksten. Andre resurser er bly, kul, cement og kværnede sten. Missouri er den delstat, der fremstiller mest bly i USA med de fleste miner beliggende i den centrale østlige del. Missouri er også en del af de største producenter af kalk i USA.
Turisme, servicesektor og handel følger fremstillingsvirksomhed i vigtighed.

## Demografi
I 2006 havde Missouri en anslået befolkning på 5.842.713, hvilket var en stigning på 4,4% siden 2000. I 2004 var 3,4% af befolkningen født i udlandet.
De største ophavsgrupper i Missouri er tysk-amerikanere (23,5%), irsk-amerikanere (12,7%), amerikanere (10,5%), britisk-amerikanere (9,5%) og fransk-amerikanere (3,5%).
Personer med tysk ophav findes i det meste af Missouri, og i den sydlige del af delstaten har de fleste britisk baggrund. Afro-amerikanere findes især i St. Louis og Kansas City samt i den sydøstlige del af delstaten, hvor plantagedrift tidligere var udbredt. Kreoler af fransk oprindelse er koncentreret i Mississippi-dalen syd for St. Louis.

### Religion
Af de indbyggere i Missouri, som bekender sig til en religion, er 3 ud af 5 protestanter. Der er også betydelige katolske befolkningsgrupper i visse dele af delstaten, især i Kansas City og St. Louis.
De religiøse tilhørsforhold i Missouri var i 2001: 
- Kristne – 76%
  - Protestanter – 50%
    - Baptister – 22%
    - Methodister – 7%
    - Lutheranere – 4%
    - Anglikanere – 4%
    - Mormoner – 1%
    - Andre protestanter – 13%

  - Katolikker – 19%
  - Andre kristne – 7%
- Andre religioner – 2%
- Ikke-religiøse – 15%
- Uoplyst – 6%

## Ekstern henvisning
- Delstaten Missouris officielle hjemmeside (engelsk)

38°30′N 92°30′V / 38.500°N 92.500°V